# Mungeli
Mungeli (Hindi मुंगेली) ist eine Stadt im indischen Bundesstaat Chhattisgarh.
Die Stadt ist Hauptort des Distrikts Mungeli. Mungeli hat den Status eines Municipal Council. Die Stadt ist in 18 Wards gegliedert. Sie hatte am Stichtag der Volkszählung 2011 31.250 Einwohner.